# Agustín Moreno Muñoz
Agustín María Moreno Muñoz (Antequera, Málaga, 27 de mayo de 1957) es un médico y expolítico español, alcalde de Mijas entre 1997 y 2007.

## Biografía
Licenciado en Medicina, fue miembro de la Corporación municipal de Mijas desde que en las elecciones municipales de 1995 se presentó con el número dos de la lista electoral del PSOE, detrás de Antonio Maldonado Pérez, su antecesor. Ocupó las concejalías de Urbanismo y Sanidad, convirtiéndose en alcalde de Mijas el 26 de marzo de 1997, al renunciar Antonio Maldonado Pérez al cargo para trabajar en el sector privado.
Ganó, como número uno y candidato a la alcaldía por el PSOE, las elecciones municipales de 1999, 2003 y 2007, en las tres ocasiones por mayoría absoluta. Dimitió de su cargo (y de su acta de concejal) el 13 de julio de 2007, presionado por su partido ante la enorme repercusión pública que tuvo la subida de su sueldo como alcalde, uno de los más altos del país.

## Controversias
Anteriormente, en julio de 2004, logró una plaza de médico funcionario en una oposición convocada por él mismo, siendo el único candidato y con su concejal de Personal como presidente del tribunal.